# بارتون تشايلدز
بارتون تشايلدز (بالإنجليزية: Barton Childs)‏ هو عالم وراثة أمريكي، ولد في 29 فبراير 1916 في هينديل في الولايات المتحدة، وتوفي في 18 فبراير 2010 في بالتيمور في الولايات المتحدة.